# Emilianówka
Emilianówka (prononciation : [ɛmiljaˈnufka]) est un village polonais de la gmina de Domanice dans le powiat de Siedlce de la voïvodie de Mazovie dans le centre-est de la Pologne.
Il se situe à environ 4 kilomètres au sud-ouest de Domanice (siège de la gmina), 19 kilomètres au sud-ouest de Siedlce (siège du powiat) et à 81 kilomètres à l'est de Varsovie (capitale de la Pologne).
Le village comptait approximativement une population de 110 habitants en 2010.

## Histoire
De 1975 à 1998, le village appartenait administrativement à la voïvodie de Siedlce.

Depuis 1999, il appartient administrativement à la voïvodie de Mazovie